# Batalla de Finike
La batalla de Finike (árabe: معركة ذات الصواري, romanizado Dhat al-Sawari) también conocida como la «batalla de los Mástiles», fue una crucial batalla naval en el año 655 entre los árabes musulmanes, dirigidos por Abu'l-A'war y Abdallah ibn Sa'd ibn Abi'l Sarh contra la flota del Imperio romano de Oriente bajo la orden personal de Emperador Constante II. La batalla es considerada como «el primer conflicto decisivo del islam en alta mar».

## Trasfondo
En la década de los años 650, el Califato árabe acabó con el Imperio sasánida (Persia) y continuó su exitosa expansión hacia los territorios del Imperio romano de Oriente. En 645, Abdallah ibn Sa'd fue nombrado Gobernador de Egipto por su hermano adoptivo, el Califa Uthman, reemplazando al semiindependiente 'Amr ibn al-'As. Uthman permitió a Muawiyah atacar la isla de Chipre en 649 y el éxito de esa campaña preparó el terreno para la realización de actividades navales por parte del gobierno de Egipto. Abdallah ibn Sa'd construyó una fuerte flota y probó ser un experto comandante naval. Bajo su mando la flota musulmana obtuvo varias victorias navales incluyendo el rechazo de un contraataque romano en Alejandría en 646.
En 655, Muawiyah emprendió una expedición en Capadocia mientras su flota, bajo el mando de Abu'l-Awar, avanzó a lo largo de la costa del sur de Anatolia. Es posible que el emperador Constante haya considerado como más peligrosa la parte naval de la invasión, por lo que preparó un gran número de barcos para enfrentarse al ataque musulmán.

## La batalla
Las dos fuerzas se encontraron de la costa del monte Finike en Licia. Según el cronista del siglo IX Teófanes el Confesor, mientras el Emperador se preparaba para la batalla, soñó una noche que se encontraba en Tesalónica; al despertar relató el sueño a un intérprete quién dijo: «Emperador,  desearías no haber dormido ni haber visto ese sueño de tu presencia en Tesalónica»; según el intérprete, la victoria se inclinaría a los enemigos del Emperador.
Cuando los barcos se acercaban al sitio del enfrentamiento el emperador Constante levantó una cruz e hizo que sus hombres entonaran salmos, los árabes respondieron levantando la luna creciente e intentando ahogar los cantos de salmos recitando pasajes del Corán. Tanto la cruz como la luna creciente fueron puestas sobre sus respectivos mástiles durante el enfrentamiento dando así el nombre a la batalla.
Los árabes resultaron victoriosos en la batalla, a pesar de que las bajas fueron muy altas en ambos bandos, el emperador Constante a duras apenas logró huir a Constantinopla. Según Teófanes, logró escapar al intercambiar uniformes con uno de sus comandantes.

## Consecuencias
A pesar de que la flota árabe retrocedió después de su victoria, la batalla de los mástiles marcó un hecho significativo en la historia del Mediterráneo, del islam y del medieval Imperio romano de Oriente, al establecer una superioridad de los musulmanes tanto en el mar como en tierra. Durante los siguientes cuatro siglos, el Mediterráneo sería un campo de batalla entre romanos orientales y musulmanes. Sin embargo, después de este desastre, a los romanos se les concedió un respiro debido al estallido de una guerra civil entre los musulmanes.